# Diego Wallraff
Diego Walraff, né le 30 novembre 1961 à Barranquilla (Colombie), est un acteur allemand.

## Biographie
Après l'école obligatoire, Diego Wallraff commence une formation de mécanicien. Il effectue son service militaire obligatoire, puis il entame des études de théâtre. 
Depuis 1994, il apparaît régulièrement  dans des productions américaines et européennes. Il a interprété Simon Ovronnaz dans la série télévisée Largo Winch. Il a également joué dans la série Delta Team (it), diffusée sur NRJ 12.

## Filmographie
- 1999 : Delta Team (it) : Andreas Sanchez
- 1999 : Largo Winch : Simon
- 2004 : Souviens-toi de Jenny Rand de Jeff Beesley (téléfilm) : Jake Mitchell